# Bandeira da Comunidade Europeia do Carvão e do Aço
A Bandeira da Comunidade Europeia do Carvão e do Aço foi um dos símbolos oficiais da CECA.

## História

Versão de seis estrelas usada entre 1958 e 1972

Versão de 9 estrelas usada entre 1973 e 1980

Versão de 10 estrelasusada entre 1981 e 1985

Bandeira original com o mapa dos seis estados-membro fundadores

A bandeira foi usada pela primeira vez na Exposição Universal de 1958 em Bruxelas, sete anos após o estabelecimento da Comunidade. Essa bandeira tinha sobre um fundo metade preto e metade azul sobre o qual havia seis estrelas douradas para representar a Bélgica, França, Alemanha Ocidental, Itália, Luxemburgo e Holanda.
O número de estrelas que começou em seis, com as sucessivas adesões atingiu doze em 1986, pois cada vez que outro estado se juntava, outra estrela era adicionada. Dinamarca, Irlanda e Reino Unido aumentaram para nove o número de estrelas em 1973. A Grécia aderiu em 1981, fazendo com que o número fosse para dez, e, finalmente, tornou-se 12 estrelas com as adesões de Portugal e Espanha em 1986. Ao atingir esse número o desenho foi estabilizado, pois havia uma regra para manter a bandeira fixada em doze estrelas. Essa regra dizia que quando esse número fosse atingido, mesmo que novos membros aderissem na década de 1990, o desenho seria mantido. Essa regra foi estabelecida para que seu desenho ficasse alinhado ao da bandeira da Europa, que exibia doze estrelas. Além disso, a cor das estrelas mudaram de ouro para branca entre a primeira e a segunda versão.
O Tratado de Paris, que criou a CECA, foi assinado em 18 de Abril de 1951, entrou em vigor em 23 de Julho de 1952 e, depois de concluído um período de cinquenta anos, expira em 23 de julho de 2002. Deste modo, assim como a organização, sua bandeira deixou de existir como bandeira oficial em uso. Neste dia, a bandeira da CECA hasteada na parte externa do edifpicio da Comissão Europeia em Bruxelas foi abaixada pela última vez pelo Presidente Romano Prodi e substituída pela bandeira da UE.
Uma cópia original da bandeira da CECA com 12 estrelas está exposta no gabinete do Presidente do Instituto Universitário Europeu em Florença, Prof. J. H.H. Weiler.

## Características
Seu desenho consiste em um retângulo dividido horizontalmente em duas partes, sendo a parte superior azul e a inferior preta. Na parte azul e na parte preta próxima à linha que divide essas partes há duas fileiras de seis estrela brancas de cinco pontas.

## Simbolismo
As cores azul e preta representam, respectivamente, o aço e o carvão.
O número de estrelas representava o número de países-membros. Contudo, quando o número atingiu 12 o desenho foi estabilizado.